# Lukas Aurednik
Lukas Aurednik (Vienna, 20 febbraio 1918 – Herzogenburg, 2 giugno 1997) è stato un calciatore e allenatore di calcio austriaco, di ruolo attaccante.

## Carriera
Inizia la carriera professionistica nel 1935 al Rapid Vienna, dove vince un campionato austriaco. Nel 1938 si trasferisce al Neuendorf e nel 1940 passa al Militär SV Brünn. Rimasto a Brno fino al 1943, ritorna al Rapid Vienna per un breve periodo prima di andare al Lutwaffen SV Markersdorf. Dopo una sola stagione rientra al Rapid Vienna e nel 1946 vince una Coppa d'Austria e il suo secondo titolo austriaco mettendo a segno 28 marcature. L'annata seguente passa ai francesi del Roubaix-Tourcoing. Non essendo stato rilasciato dall'associazione austriaca, poteva giocare solo per le riserve e addestrare i giovani. Nel 1948 ritorna nuovamente a Vienna, scegliendo di vestire i colori dell'Austria Vienna: in cinque anni vince tre campionati nazionali e la sua seconda Coppa d'Austria contando 108 presenze e 46 realizzazioni. Dopo un breve periodo da giocatore-allenatore all'Austria Lustenau, nel 1954 ritorna in Francia in forza al Lens. Chiude la sua lunga carriera giocando dal 1956 al 1958 a Le Havre. In circa 25 anni ha giocato in Austria, Germania, Repubblica Ceca e Francia.
Esordisce in Nazionale il 31 ottobre 1948 a Bratislava contro la Cecoslovacchia (3-1). Il 14 maggio del 1950 realizza il suo primo gol contro l'Ungheria (5-3).
Nell'estate del 1959 va ad allenare i greci dell'AEK Atene portando la squadra fino al secondo posto in campionato. Nel gennaio 1968 viene chiamato alla guida del Wiener Neustädter.

## Palmarès

### Calciatore
- Fußball-Bundesliga (Austria): 5

Rapid Vienna: 1937-1938, 1945-1946
Austria Vienna: 1948-1949, 1949-1950, 1952-1953
- ÖFB-Cup: 2

Rapid Vienna: 1945-1946
Austria Vienna: 1948-1949

### Allenatore
- Kypello Kyprou

Anorthosis Famagosta: 1963-1964